# Ulisse (nome)
Ulisse  è un nome proprio di persona italiano maschile.

## Varianti
- Maschili: Odisseo[5]
- Femminili: Ulissa[2]

### Varianti in altre lingue
- Catalano: Ulisses[6], Odisseu[6]
- Francese: Ulysse[4]
- Greco antico: Ὀδυσσεύς (Odisseús)[1][4][7], Ὀδυσεύς (Odiseús)[1], Ὀλυσσεύς (Olysséus)[1][7], Ὀλισσεύς (Olisséus)[1], Οὐλιξεύς (Oulixeús)[7], Ὀλυττεύς (Olyttéus)[1][7]
- Greco moderno: Οδυσσέας (Odysseas)
- Inglese: Ulysses[4][8]
  - Femminili: Ulyssa[9]
- Latino: Ulixes[1][2][7][8], Ulysses[4][7][8]
- Portoghese: Ulisses[4]
- Russo: Одиссей (Odissej)[4]
- Spagnolo: Ulises[4][6], Odiseo[6]

## Origine e diffusione

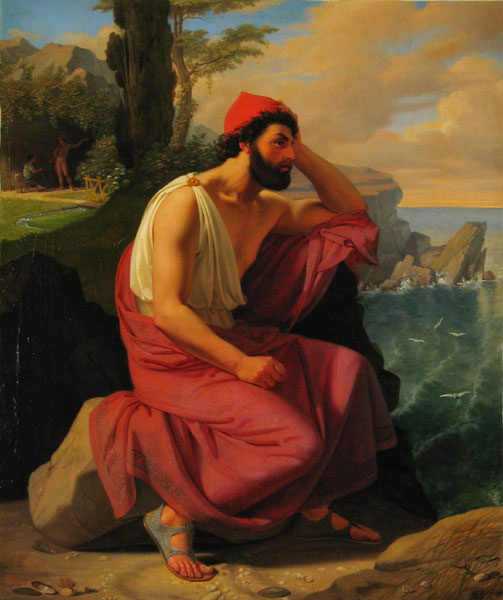
Ulisse sull'isola di Calipso, di Ditlev Blunck

Si tratta di un nome universalmente noto per essere stato portato da Ulisse, personaggio della mitologia greca, che è protagonista del racconto omerico dell'Odissea e appare anche nell'Iliade.
Il nome italiano ricalca il latino Ulixes (o Ulysses), documentato già con Livio Andronico nella sua traduzione dell'Odissea; nei poemi omerici appare nelle forme Ὀδυσσεύς (Odysseús) e Ὀδυσεύς (Odyseús). Nella stessa Odissea si dà una spiegazione del nome: secondo il racconto, esso deriverebbe dal verbo ὀδύσσομαι (odýssomai, "essere irato", "essere irritato"), che deriva dalla stessa radice protoindoeuropea da cui viene il latino odium ("odio"), o da vocaboli analoghi, e quindi vorrebbe dire "colui che è irritato", "colui che è irato"; questo significato così insolito sarebbe stato scelto da Autolico, nonno materno di Ulisse, il quale era giunto a Itaca "irato contro molti uomini e donne". 
Anche tra i linguisti moderni molti hanno accettato questa etimologia, e per lungo tempo la forma Ὀδυσσεύς è stata considerata quella più originale. Tuttavia va evidenziato che, sebbene sia quella tradizionale nella poesia epica, è anche la meno diffusa nel panorama linguistico del greco antico: il dialetto attico ha infatti Ὀλυττεύς (Olyttéus), lo ionico Ὀλυσσεύς (Olysséus), il corinzio Ὀλισσεύς (Olisséus); altri studiosi, quali Tagliavini, Beekes e Kretschmer, ritengono quindi che sia la forma in -l- ad essere quella originale, ma che la sua origine sia pregreca, magari anatolica (forse ricollegabile al nome cario Λύξης, Lýxes, rinvenuto su un'iscrizione ad Alicarnasso) e comunque dal significato indecifrabile, mentre la spiegazione fornita dall'Odissea sarebbe solo una paretimologia.
In Italia, nonostante la notorietà del personaggio di Ulisse anche durante il Medioevo, il nome non sembra essere stato usato come personale prima del Rinascimento; la sua diffusione è quindi successiva, aiutata in epoca moderna anche da varie opere letterarie e cinematografiche riguardanti l'eroe greco. Negli anni settanta se ne contavano circa cinquemila occorrenze, sparse dal Nord Italia fino alla Campania, a cui andava ad aggiungersi una quantità risibile della variante Odisseo e del femminile Ulissa. Per quanto riguarda i paesi anglofoni, l'uso della forma Ulysses è documentato già dal XVI secolo, ma era principalmente impiegata in Irlanda per "tradurre" in inglese il nome irlandese Uilleac; dal tardo XIX secolo è in uso anche la forma greca Odysseus.

## Onomastico
È un nome adespota, cioè non è portato da alcun santo; l'onomastico si può eventualmente festeggiare il 1º novembre, in occasione di Ognissanti.

## Persone

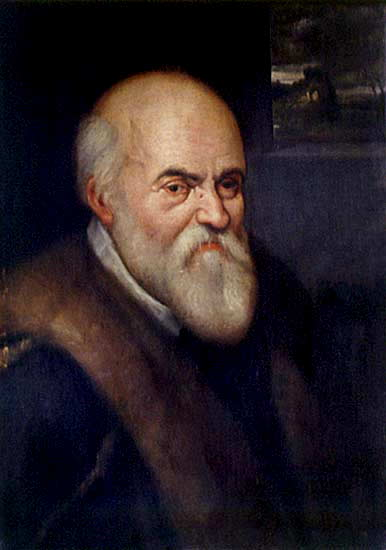
Ulisse Aldrovandi

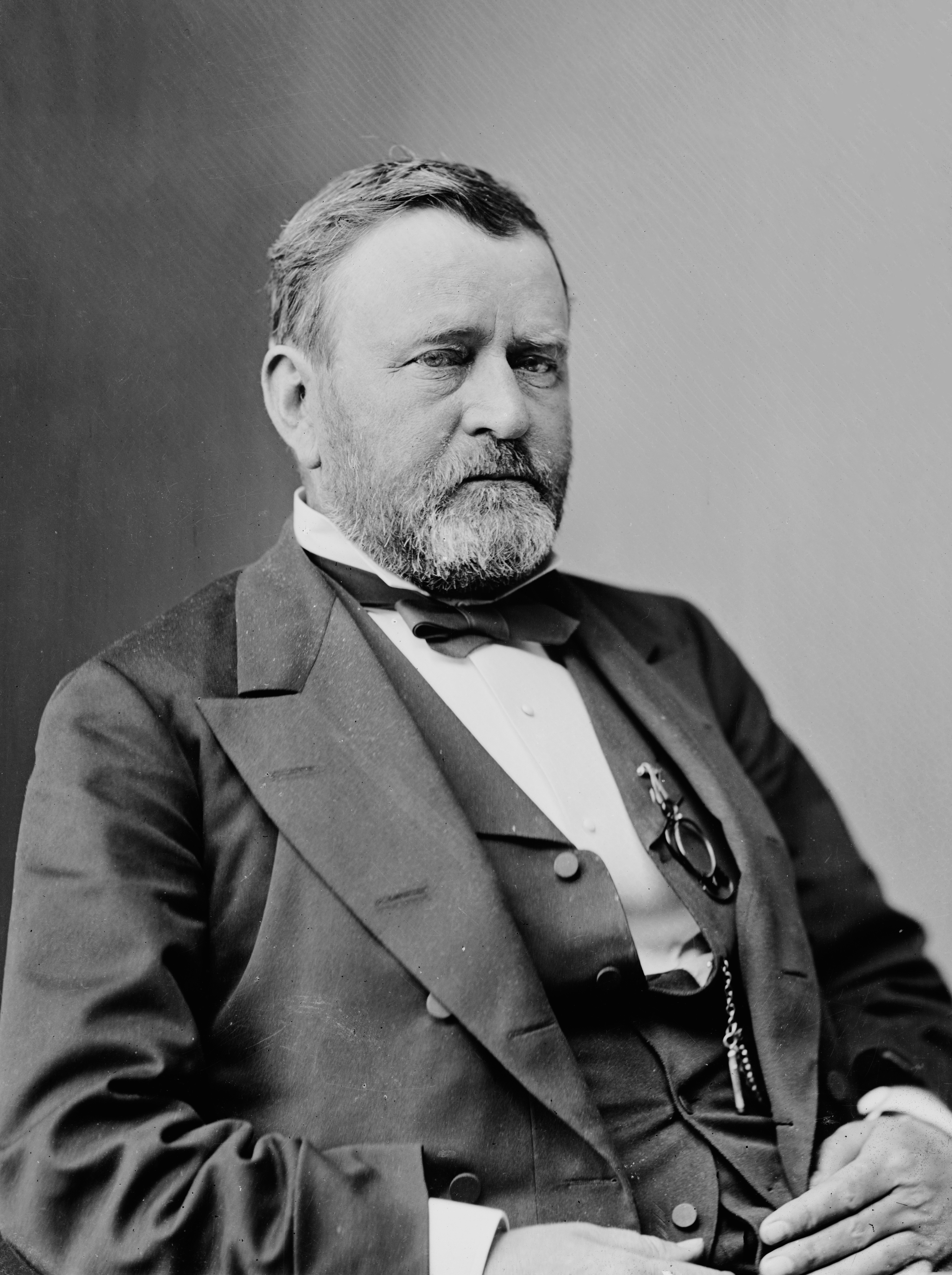
Ulysses S. Grant

- Ulisse Aldrovandi, naturalista, botanico ed entomologo italiano
- Ulisse Barbieri, drammaturgo, scrittore e patriota italiano
- Ulisse Betti, fantino italiano
- Ulisse Cambi, scultore italiano
- Ulisse Di Giacomo, politico e medico italiano
- Ulisse Dini, matematico e politico italiano
- Ulisse Giocchi, pittore italiano
- Ulisse Giuseppe Gozzadini, cardinale e vescovo cattolico italiano
- Ulisse Grifoni, scrittore italiano
- Ulisse Igliori, politico, dirigente sportivo e imprenditore italiano
- Ulisse Ortensi, poeta, traduttore e bibliotecario italiano
- Ulisse Rocchi, politico e medico italiano
- Ulisse Stacchini, architetto italiano

### Varianti
- Odysseas Androutsos, patriota e militare greco
- Ulysse Butin, pittore francese
- Ulysse Chevalier, presbitero, bibliografo e storico francese
- Ulises Dávila, calciatore messicano
- Ulises de la Cruz, calciatore ecuadoriano
- Odysseas Elytīs, poeta greco
- Ulysses S. Grant, generale e politico statunitense
- Ulysses von Salis, militare e politico svizzero

## Il nome nelle arti
- Ulysses Moore è un personaggio della saga letteraria omonima scritta da Pierdomenico Baccalario.
- Ulisse Diamanti, personaggio del film Posti in piedi in paradiso, interpretato da Carlo Verdone.
- Ulysses Everett McGill, protagonista del film del 2000 Fratello dove sei? diretto dai fratelli Cohen